# قبرة مقرنة
قبرة مقرنة (الاسم العلمي: Eremophila alpestris) هو نوع من فصيلة قبرة.